# Chur
Chur (tyskt uttal: [xuːr]

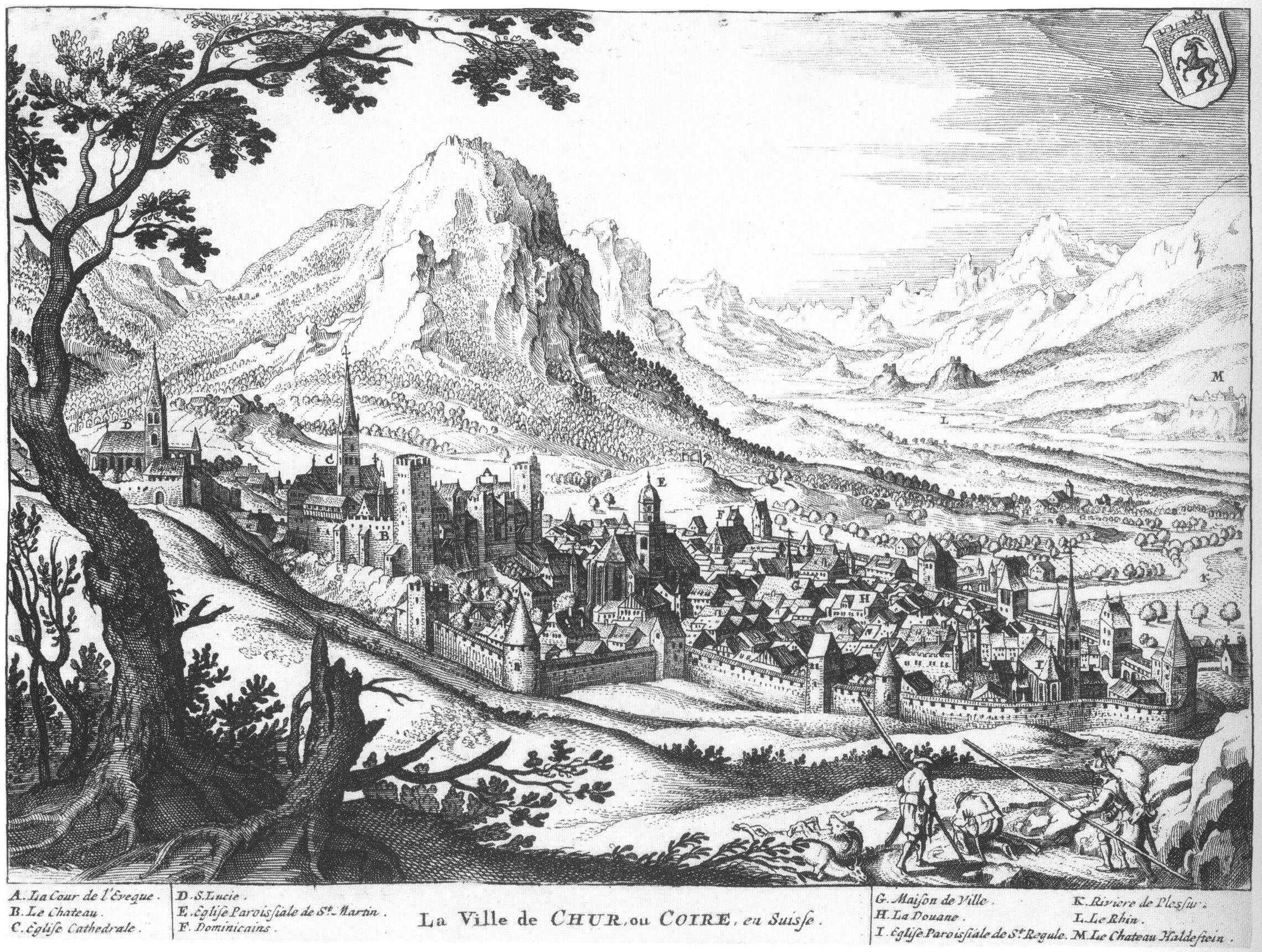
Chur 1642.

 ( lyssna), rätoromanska: Cuira, italienska: Coira, franska: Coire) är en stad och kommun i regionen Plessur i kantonen Graubünden i Schweiz. Kommunen har 38 949 invånare (2023). Den ligger där floden Plessur mynnar ut i Rhen och är kantonens huvudstad och i särklass största ort och centrum för såväl offentliga som privata verksamheter.
Den 1 januari 2020 inkorporerades kommunen Maladers in i Chur och den 1 januari 2021 inkorporerades kommunen Haldenstein.

## Historia
På platsen har funnits bosättningar ända från omkring 3 000 f.Kr. vilket gör Chur till den schweiziska stad som har längst historia av kontinuerlig bebyggelse. Namnet kommer av keltiska kora eller koria som betyder stam eller klan. Den äldsta bebyggelsen var koncentrerad till den nuvarande stadsdelen Welschdörfli på Plessurs södra strand.
Efter att romarna hade erövrat Rätien år 15 f.Kr. uppstod ett stadsliknande samhälle, på latin kallat Curia Raetorum. Den var strategiskt belägen vid nord-sydpassagen över Alperna och till skydd för denna byggdes en militärstation och omkring år 300 ett kastell.
Vid denna tid delades Rätien i Raetia prima (eller Churrätien) med Chur som huvudstad och Raetia secunda (eller Vindelicien). Chur blev det första biskopssätet norr om Alperna, troligen redan på 300-talet, och belagt från 451. Från den tiden stammar Biskopshovet i Chur, ett område intill centrala Chur med katedral och biskopligt slott, som än idag präglar stadsbilden. I samband med detta försköts stadens centrum till norra stranden av Plessur, nuvarande Altstadt.
Efter Romarrikets sammanbrott år 476 kom Rätien, och därmed Chur att hamna under olika herradömen: Först blev det den nordligaste delen av östgoternas rike, för att 536 erövras av Frankerriket, och efter dess delning 843 ingick det i stamhertigdömet Schwaben i Östfrankiska riket, senare Tysk-romerska riket. Sista statsbildning var lösare och decentraliserad, och makten föll i allt högre grad sönder på mindre områden med lokal herremän. I Chur hade biskopen den yttersta makten över de flesta av stadens angelägenheter.
När Gotteshausbund bildades 1367, till vilket Chur anslöts, innebar det en ökad makt för borgerskapet i staden. Under hela 1400-talet infördes allt fler av de ämbeten och organ som hörde stadslivet till, såsom borgmästare och rådhusrätt, och en lokal författning skrevs. 1418-1422 stormade stadsborna vid ett flertal tillfällen biskopens residens och tvingade honom till eftergifter, och successivt gick alltmer av makten över till medborgarna, såsom beskattningsrätt och domsrätt. 1464 brann merparten av staden ner, men återhämtade sig.
1525 anslöt sig staden till reformationen, vilket innebar slutet för den katolske biskopens makt över Churs borgare. 1574 brann staden återigen, och av sammanlagt 400 hus förstördes tre fjärdedelar. Donationer och lån från hela Edsförbundet möjliggjorde dock en snabb återuppbyggnad.

## Språk
Med romarna kom det latinska språket till Rätien, som utvecklade sig till det lokala språk som idag kallas rätoromanska, vilket också blev det gängse språket i Chur. 843 överfördes Chur från Milanos kyrkoprovins till Mainz kyrkoprovins, och från den tiden var biskoparna och deras krets tyskspråkiga, likaså en stor del av stadens överklass i övrigt, men det hade liten inverkan på befolkningen i stort.
Efter stadsbranden 1464 infördes ett nytt skråväsende, som medförde en stor inflyttning av hantverkare från det tyska språkområdet, varvid rätoromanskan började få allvarlig konkurrens, och under 1500-talet hade tyskan helt tagit över i staden. Längst levde det rätoromanska språket kvar i Welschdörfli, som då var en mer lantlig bosättning utanför den gamla stadsmuren, och fick sitt namn av att den var bebodd av Welscher (ett tyskt ord som kan syfta på talare av romanska språk).
Under 1800-talet vidtog en omfattande inflyttning till Chur, som inte hade vuxit nämnvärt vare sig geografiskt eller demografiskt på flera hundra år. Det medförde att en betydande rätoromansk minoritet återuppstod, från 1880-talet omkring 10 % av befolkningen, men som efter 1980 har sjunkit till 5 %. Den italienskspråkiga minoriteten började växa fram något senare men är nu lika stor som den rätoromanska. 10 % av befolkningen, de flesta utländska medborgare, har annat modersmål.

## Religion
Katolicismen var inte populär i Chur efter reformationen, men det katolska biskopssätet blev kvar i staden, trots att flertalet av dess befolkning bytt till en annan konfession. Inflyttningen har medfört att katolikernas andel av befolkning stadigt har ökat under modern tid, och sedan 1970 är de fler än de reformerta.

## Vänorter
Chur har följande vänorter:
- Bad Homburg, Tyskland
- Cabourg, Frankrike
- Mayrhofen, Österrike
- Mondorf-les-Bains, Luxemburg
- Terracina, Italien